# 김제 종덕리 왕버들
김제 종덕리 왕버들은 전북특별자치도 김제시 봉남면 종덕리에 있는 왕버들로 대한민국의 천연기념물 제296호이다.